# Atletica leggera femminile ai Giochi della IX Olimpiade
Ai Giochi della IX Olimpiade di Amsterdam 1928 fa il suo ingresso l'atletica leggera femminile. Sono 5 le gare in programma.

## Calendario
| Gare   |       |       |       |       |   |                   |                   |   |   |  |  |
| 100 m  | 100 m |       |       |       |   | Staffetta 4x100 m | Staffetta 4x100 m | 5 |   |  |  |
|        |       |       | 800 m | 800 m |   |                   |                   | 5 |   |  |  |
|        |       | Disco |       |       |   |                   | Alto              | 5 |   |  |  |
|        |       |       |       |       |   |                   |                   |   |   |  |  |
| Titoli | -     | 1     | 1     | -     | 1 | -                 | -                 | 2 | 5 |  |  |

|  | Qualificazioni |  | Finali |

Il calendario delle gare femminili, malauguratamente assenti a Parigi 1924, è ancora minimale.

Le donne disputano anche i 200 metri, gli 80 metri ostacoli, il Salto in lungo, il Getto del peso, il Lancio del disco e il giavellotto. Gli 80 ostacoli e il giavellotto saranno inseriti ai Giochi di Los Angeles 1932.

## Nuovi record
I quattro record mondiali sono, per definizione, anche record olimpici.
| Nuovo record mondiale in | 4 specialità: | 800 m, staffetta 4×100 m, salto in alto e lancio del disco. |
| Nuovo record olimpico in | 1 specialità: | 100 m.                                                      |

## Partecipazione
Il Regno Unito rinuncia ad inviare una squadra femminile perché è contraria al fatto che uomini e donne gareggino nello stesso campo di gara; il Canada partecipa nonostante il voto contrario in sede federale.

## Risultati delle gare
| Specialità | Oro                                                      | Risultato | Argento                                                              | Risultato | Bronzo                                                       | Risultato | Dettagli            |
| --- | -------------------------------------------------------- | --------- | -------------------------------------------------------------------- | --------- | ------------------------------------------------------------ | --------- | ------------------- |
| 100 m | Betty Robinson                                           | 12"2      | Fanny Rosenfeld                                                      | 12"3e     | Ethel Smith                                                  | 12"3e     | Classifica completa |
| 800 m | Lina Radke                                               | 2'16"8    | Kinue Hitomi                                                         | 2'17"6e   | Inga Gentzel                                                 | 2'17"8e   | Classifica completa |
| Salto in alto | Ethel Catherwood                                         | 1,595 m   | Lien Gisolf                                                          | 1,56 m    | Mildred Wiley                                                | 1,56 m    | Classifica completa |
| Lancio del disco | Halina Konopacka                                         | 39,62 m   | Lillian Copeland                                                     | 37,08 m   | Ruth Svedberg                                                | 35,92 m   | Classifica completa |
| Staffetta 4×100 m | Canada Myrtle Cook Ethel Smith Fanny Rosenfeld Jane Bell | 48"4      | Stati Uniti Jessie Cross Loretta McNeil Betty Robinson Mary Washburn | 48"8      | Germania Anni Holdmann Leni Junker Rosa Kellner Leni Schmidt | 49"0      | Classifica completa |
| record mondiale; record olimpico; record mondiale stagionale; record africano; record asiatico; record europeo; record nord-centroamericano e caraibico; record sudamericano; record oceaniano; record nazionale; record personale; record personale stagionale. |                                                          |           |                                                                      |           |                                                              |           |                     |